# Contea di Maryland
La contea di Maryland è una delle 15 contee della Liberia. Il capoluogo è Harper.
La contea prende il nome dallo stato americano del Maryland; l'area venne designata come territorio di colonizzazione da parte della Maryland State Colonization Society il 12 febbraio 1834 con il nome di Colonia del Maryland e poi di Repubblica del Maryland. La colonia si unì alla Repubblica della Liberia nel 1857.

## Geografia antropica

### Suddivisioni amministrative
La contea è divisa in 7 distretti:
- Gwelekpoken
- Harper
- Karluway 1
- Karluway 2
- Nyorken
- Pleebo/Sodeken
- Whojah